# 人吉市立人吉東小学校
人吉市立人吉東小学校（ひとよししりつ ひとよしひがししょうがっこう）は、熊本県人吉市七日町にある公立の小学校。
人吉球磨地域で在籍児童数が最大の小学校である。全クラス3学級ずつある。

## 概要
歴史
1875年（明治8年）創立で、人吉市立人吉西小学校と源流を同じくする。現校名となったのは1947年（昭和22年）。2025年（令和7年）に創立150周年を迎える。
学校教育目標
「郷土の創造と自らの未来に向かって、自ら学び、心豊かにたくましく生きる子どもの育成」
校章
文武を象徴する3つの鉾と梅の花弁を組み合わせたデザインとなっている。校歌の5番の歌詞が校章の説明となっている。
校歌
作詞・作曲ともに犬童球渓による。歌詞は5番まであり、歌詞中に校名は登場しない。
通学区域
人吉市のうち「鬼木町・北泉田町・南泉田町・鍛冶屋町・九日町・紺屋町・大工町・二日町・五日町・七日町・上新町・下新町・願成寺町・北願成寺町・南願成寺町・原城町・麓町・新町・南町・寺町・老神町・土手町・灰久保町」。中学校区は人吉市立第一中学校。

## 沿革
- 1875年（明治8年） 4月 - 球磨郡大村舟場に「舟場小学校」として開校。
- 1887年（明治20年）- 小学校令施行により、「尋常舟場小学校」に改称。
- 1889年（明治22年）4月1日 - 町村制施行により、球磨郡「人吉町」が発足。
- 1891年（明治24年）-「人吉町川北及大村組合」（1町2村組合）となる。
- 1892年（明治25年） - 「舟場尋常小学校」と改称。学校を運営する組合が「人吉町及大村組合立」（1町1村）となる。
- 1898年（明治31年）12月 - 火災で校舎（14坪）を焼失。
- 1899年（明治32年）1月 - 授業を再開。
- 1907年（明治40年） 
  - 1月 - 大村との学校組合を解消し、人吉町単独での運営となり、「人吉尋常小学校」（尋常科4年）に改称。
  - 4月 - 高等科（2年制）を併置の上、「人吉尋常高等小学校」（尋常科4年・高等科2年）となる。
- 1908年（明治41年）4月 - 改正小学校令により、尋常科（義務宇教育年限）が4年制から6年制に改められる。従来の高等科1・2年を尋常科5・6年に改めることにより、高等科を廃止の上、「人吉尋常小学校」（尋常科6年）に改称。
- 1913年（大正2年）
  - 8月 - 現在地に校地を移転。
  - 10月31日 - 校舎落成式を挙行し、この日を東校創立記念日に制定[1]。
- 1915年（大正4年）4月 - 高等科（2年制）を併置の上、「人吉尋常高等小学校」（尋常科6年・高等科2年）と改称。
- 1927年（昭和2年）- 校地を拡張。
- 1928年（昭和3年）- 木造新校舎（4教室）が完成。
- 1935年（昭和10年）- 普通教室（14教室）および講堂が完成。
- 1933年（昭和8年）4月1日 -　大村が人吉町に合併したことにより「人吉東尋常高等小学校」と改称。
  - この時、大村尋常高等小学校が「人吉西尋常高等小学校」に改称。
- 1941年（昭和16年）4月1日 - 国民学校令施行により、「人吉町人吉東国民学校」と改称。尋常科を初等科に改める。
- 1942年（昭和17年）
  - 2月11日 - 人吉市の発足により「人吉市人吉東国民学校」と改称。
  - 5月 - 火災により、旧講堂並びに本館2階校舎一棟を焼失。
- 1947年（昭和22年）4月1日 - 学制改革（六・三制の実施）により、新制小学校「人吉市立人吉東小学校」（現校名）と改称。

## 歴代校長
- 1875年（明治8年） - 初代 加藤 克一
- 1877年（明治10年） - 第2代 谷口 浪江
- 1891年（明治24年） - 第3代 犬童 末作
- 1893年（明治26年） - 第4代 西 磯次
- 1895年（明治28年） - 第5代 高野 宜吾
- 1899年（明治32年） - 第6代 江川 曽一郎
- 1905年（明治38年） - 第7代 萩原 蔓世治
- 1913年（大正2年） - 第8代 税所 徳弥
- 1915年（大正4年） - 第9代 深水 鶴城
- 1917年（大正6年） - 第10代 川口 武敏
- 1919年（大正8年） - 第11代 山来 嘉富
- 1922年（大正11年） - 第12代 後藤 続
- 1924年（大正13年） - 第13代 渡辺 半治
- 1929年（昭和4年） - 第14代 木原 不二人
- 1930年（昭和5年） - 第15代 井上 健三郎
- 1932年（昭和7年） - 第16代 赤城 安熊
- 1934年（昭和9年） - 第17代 大保 二人
- 1936年（昭和11年） - 第18代 松下 直
- 1937年（昭和12年） - 第19代 新谷 周蔵
- 1941年（昭和16年） - 第20代 右田 栄熊
- 1944年（昭和19年） - 第21代 尾方 等
- 1947年（昭和22年） - 第22代 豊永 不可止
- 1953年（昭和28年） - 第23代 宮原 敏夫
- 1956年（昭和31年） - 第24代 田中 重克
- 1964年（昭和39年） - 第25代 安富 勉
- 1970年（昭和45年） - 第26代 古荘 重任
- 1973年（昭和48年） - 第27代 加藤 文雄
- 1977年（昭和52年） - 第28代 鹿末 雅章
- 1980年（昭和55年） - 第29代 濱 敏夫
- 1986年（昭和61年） - 第30代 東 千徳
- 1990年（平成2年） - 第31代 大園 武義
- 1992年（平成4年） - 第32代 早川 亘
- 1995年（平成7年） - 第33代 坂口 邦夫
- 1998年（平成10年） - 第34代 丸小野 泰之
- 1999年（平成11年） - 第35代 志賀 孝憲
- 2003年（平成15年） - 第36代 東 一幸
- 2005年（平成17年） - 第37代 定政 節夫
- 2007年（平成19年） - 第38代 大石 不器夫

## クラブ活動
運動部
- 野球部
- サッカー部
- ミニバスケットボール部
- バレーボール部
- 水泳部
- 陸上部
- バドミントン部

文化部
- パソコン部
- 音楽部
- 美術部

## 著名な出身者
- 吉無田春男 - 元競泳選手。1960年ローマ・1964年東京オリンピック日本代表

## 交通アクセス
最寄りの鉄道駅
- くま川鉄道 湯前線 「相良藩願成寺駅」
- JR九州 肥薩線・えびの高原線「人吉駅」

最寄りのバス停留所
- 九州産交バス 「球磨川下り発船場前」停留所

最寄りの幹線道路
- 国道445号

## 周辺
- 熊本県立人吉高等学校
- 人吉城跡
- 人吉市役所
- 熊本大学エコチル調査人吉事務所
- 熊本県立人吉高等学校
- 人吉七日町郵便局
- 球磨川 球磨川下り発船場